# Fliper
Fliper (pogovorno tudi marjanca) je vrsta igralnega avtomata, elektronsko-mehanska naprava na žetone z nagnjenim igralnim poljem, na kateri sta dve ali več ročk in različne tarče, rampe ter podobni elementi. Igralec z gumbi upravlja z ročkami in udarja jekleno kroglo navzgor po polju. Kroglo mora udariti v pravem trenutku med kotaljenjem preko ročke da jo preusmeri v katero od tarč, fliperjeva elektronika pa zaznava zadetke in prišteva točke igralčevemu rezultatu. Nekateri elementi vsebujejo elektromagnete, ki odbijajo krogle ob dotiku, predvsem standardna odbijača levo in desno nad ročkama.
Cilj igre je dobiti čim več točk preden vse krogle, ki so igralcu na voljo, uidejo med ročkama ali po stranskih koridorjih do dna avtomata. Z enim žetonom navadno pridejo tri krogle, ki jih igralec z vzmetjo zaporedoma izstreljuje na igralno površino. To število je največkrat možno povečati z ustreznim zaporedjem zadevanja tarč, ki da dodatno kroglo (»extra ball«) ali sproži igralni način, pri katerem fliper izstreli še dve krogli, tako da so na igralni površini tri naenkrat (»multiball«). Druga zaporedja zadetkov odbijačev ali ramp, ki so označena z lučkami na igralnem polju, dajo bonus točke ali glavni dobitek (»jackpot«). Sodobni fliperji imajo vdelan pomnilnik, ki beleži najvišje rezultate in rangira igralce.
Fliperji v obliki s steklom pokritih kabinetov in navpično ploščo za prikazovanje rezultata so bili do konca 1970. let glavna atrakcija igralnic, v 1980. letih pa so jih začeli izpodrivati avtomati z videoigrami. Ponoven vzpon so doživeli v 1990. letih z izboljšavami elektronike, ki je poživila igranje, in motivi po licencah znanih filmskih franšiz. Najbolj prodajan fliper avtomat vseh časov je imel motiv Adamsovih, izdelan je bil leta 1992 in prodan v več kot 20.000 primerkih. Ko so postali široko dostopni osebni računalniki in igralne konzole za domačo uporabo, so zamrle tudi igralnice same; nekaj proizvajalcev še obstaja in posamezne fliper avtomate je še možno najti v raznih lokalih, stari avtomati pa so tudi v zasebnih zbirkah. Simulacija fliperja je tudi ena od zvrsti videoiger.